# Elsaßstraße
Die Elsaßstraße ist eine Straße in der Südstadt von Köln. Sie verläuft parallel zum Sachsenring. Sie geht westwärts von der Bonner Straße ab und geht ab der Kreuzung mit der Metzer Straße in die Lothringer Straße über, die wiederum in die Eifelstraße mündet.

## Name und Geschichte
Der Name der Straße ist gemeinsam mit der westlichen Schwesterstraße ein Verweis auf das historische Elsaß-Lothringen, möglicherweise eine Anspielung auf die Entstehung der Straße während der Zugehörigkeit des Gebietes zum Deutschen Kaiserreich. In der Straße steht ein Bunker, der vom Architekten Helmuth Wirminghaus entwickelt wurde.
Während des Nationalsozialismus wurden in diesem Stadtteil, und besonders in der Elsaßstraße, sowie in den angrenzenden Nachbarstraßen Juden verfolgt, diskriminiert und deportiert. An diese Verbrechen erinnern die sechs Stolpersteine, die vor Hauseingängen der Straße zu finden sind.
Aufgrund der Lage in der Südstadt als ehemaliges Industriegebiet war die Straße in der Weimarer Republik weitgehend von kommunistischen Kräften geprägt. In der Straße kam es am 3. März 1933 zu einer Straßenschlacht zwischen Einwohnern und SA-Einheiten, welche die Machtergreifung Hitlers im Januar des Jahres feierten. Die kommunistisch geprägten Bewohner der Straße sahen dies als äußerste Provokation und wehrten sich gegen diese Machtdemonstration, indem sie Haushaltsgegenstände auf den Fackelzug warfen. Infolgedessen wurde die Straße und die gesamte Umgebung für 72 Stunden abgeriegelt. Es gab weitgehende Hausdurchsuchungen und über 70 Festnahmen, von denen einige in Haftstrafen und Folter endeten. Die DKP in Köln sowie viele andere Gruppen feiern jedes Jahr dieses letzte Aufbäumen antifaschistischen Widerstands in Köln. Ein antifaschistisches Graffito Klaus Paiers am Hochbunker Elsaßstraße erinnert an das Ereignis. Eine Gedenktafel der Stadt an den mutigen Widerstand der Anwohner wurde 1995 an einem Backsteingebäude neben der GOT Elsaßtraße angebracht. Schon im August 1990 hatte der inzwischen verstorbene Graffiti-Künstler während eines Straßenfestes der SPD-Stadtteilgruppe, auf dem Hochbunker in der Elsaßstraße ein Bild in Erinnerung an den Widerstand gegen die Nazis gemalt. Es zeigt eine Frau, die aus einem Fenster Blumentöpfe und Küchenutensilien auf einen uniformierten Nazi auf der Straße wirft. Ein Versuch auf Veranlassung der Kölner-Anti-Spray-Aktion (KASA) sowie Bemühungen weiterer Gruppen, das Kunstwerk zu entfernen, führte zu einer Welle der Empörung und das Mural blieb erhalten beziehungsweise wurde restauriert, nachdem es von der Stadt Köln bereits übermalt worden war. Das Bild wurde zuletzt am Wochenende um den 18. August 2019 im Kontext eines Straßenfestes mit einer neuen Farbummantelung ausgestattet. Mittlerweile ist das Graffito als Denkmal (Es ist Teil der Denkmalliste von Köln, Nr. 7545.) eingetragen und unterliegt damit den Denkmalschutzregelungen. Auch heute gilt die Straße als politisch alternativ geprägt. In der Straße liegt zudem seit den 1960er/1970er Jahren das Kinder- und Jugendzentrum GOT, das als Anlaufpunkt für Eltern der ganzen Südstadt gilt.